# Harry Hess (Produzent)
Harry Hess (* 5. Juli 1968 in Oshawa, Kanada) ist ein kanadischer Musikproduzent; Sänger und Gitarrist. Er ist Mitglied der Band Harem Scarem.

## Karriere
Im Jahr 2008 stieg Hess bei Harem Scarem aus und gründete die Produktionsfirma Vespa Music Group. Er arbeitet unter anderem mit Cancer Bats, Billy Talent, Muse, Three Days Grace, My Darkest Days, Simple Plan, Our Lady Peace, Julian Austin, Nikki Kerkhof, Great Big Sea, Blue Rodeo, Dean Delannoit, Die Mannequin, Dragonette, RyanDan und Cornerstone zusammen. 2013 fanden Harem Scarem im Zuge der  Neuaufnahme des Albums Mood Swings II sowie von drei neuen Studiotracks wieder zusammen und veröffentlichten in weiterer Folge neues Songmaterial auf Thirteen (2014) und United (2017). Im Jahr 2022 gewann das Album Mendó von Alex Cuba, bei dem Hess produktionstechnisch mitgewirkt hatte, einen Grammy in der Kategorie Best Latin Pop Album.

## Werke

### Blind Vengeance
- 1985: A Taste of Sin

### Harem Scarem
Studioalben
- 1991: Harem Scarem
- 1993: Mood Swings
- 1995: Voice of Reason
- 1997: Karma Cleansing
- 1998: Big Bang Theory
- 2002: Weight of the World
- 2003: Higher
- 2005: Overload
- 2006: Human Nature
- 2008: Hope
- 2013: Mood Swings II
- 2014: Thirteen
- 2017: United
- 2020: Change the World

Rubber
- 1999: Rubber (Album)
- 2001: Ultra Feel (Single)

Soloveröffentlichungen
- 2003: Just Another Day
- 2012: Living in Yesterday

First Signal
- 2010: First Signal
- 2016: One Step Over the Line
- 2019: Line of Fire

### Sampler (Auswahl)
- 1991: Doctor Rock & The Wild Bunch – Eye of the Hurricane
- 1991: Lee Aaron – Some Girls Do
- 1994: Doctor Rock & The Wild Bunch – Stark Raving Mad
- 1994: T.O. Joker – Life Goes On
- 1994: Xntrik – Kiss the Cow
- 2003: Jack Frost – Raise Your Fist to Metal[3]
- 2003: Gary Hughes – Once and Future King Part II
- 2003: Maureen Leeson – aka MOE
- 2004: Billy Klippert – Billy Klippert
- 2007: Voices of Rock – MMVII
- 2010: Liberty N’ Justice – Light it Up
- 2010: Shining Line – Shining Line